# Planklagenævnet
Planklagenævnet er en dansk klageinstans for afgørelser efter planloven, miljøvurderingsloven, sommerhusloven, masteloven, kolonihaveloven.